# Un cuore in inverno
Un cuore in inverno (Un cœur en hiver) è un film del 1992 diretto da Claude Sautet.
La pellicola è ispirata alla novella La principessina Mary in Un eroe del nostro tempo (1840) di Lermontov.

## Trama
Stéphane e Maxime sono liutai, amici dai tempi del conservatorio e ora soci. Tanto è estroverso e brillante Maxime, quanto introverso e cupo Stéphane. Maxime vive una bella storia d'amore con la giovane e affascinante violinista Camille. Il rapporto tra Stéphane e Camille è sin dall'inizio acceso e contrastante e ben presto sorge, forse persino in Stéphane, un interesse sentimentale tra i due. Il liutaio però confesserà all'innamorata che quelli creduti dalla donna come i segnali di una passione reciproca, celavano solamente la vanità di conquistarla. Piantato da Camille e da Maxime, è solo dopo mesi che Stéphane riesce a confessare alla donna che il motivo per cui ha cercato di sedurla era provare qualcosa che lo facesse sentire vivo. Il liutaio finisce in seguito per assistere insieme all'ex socio alla morte del loro mentore Lachaume, ormai malato da tempo e che viene lasciato morire con un'iniezione letale proprio dal suo allievo: sarà questa l'esperienza che permetterà a Stéphane di riconcillarsi con Maxime e Camille, preparandosi ad un futuro incerto ma in cui si sente vivo.

## Riconoscimenti
Il premio alla regia alla Mostra del cinema di Venezia (ex-æquo con Dan Pita e Bigas Luna) del 1992 apre ad una serie di candidature e riconoscimenti che nel 1993 faranno di Un cuore in inverno uno dei film più premiati in Europa. È il film di Sautet che ha raccolto in assoluto il maggior numero di premi.
Con il César e il David, in particolare, sono raccolti in maniera equanime premi per il regista, per Dussollier (in Francia) così come per Auteuil, la Béart e il film stesso (in Italia).
- 1992 - Mostra internazionale d'arte cinematografica di Venezia
  - Leone d'argento - Premio speciale per la regia a Claude Sautet
  - Candidato al Leone d'oro
- 1993 - Premio César
  - Miglior regista a Claude Sautet
  - Miglior attore non protagonista a André Dussollier
  - Candidato Miglior film
  - Candidatura per il Miglior attore protagonista a Daniel Auteuil
  - Candidatura per la Migliore attrice protagonista a Emmanuelle Béart
  - Candidatura per la Migliore attrice non protagonista a Brigitte Catillon
  - Candidatura per la Migliore sceneggiatura a Jacques Fieschi
  - Candidatura per la Migliore fotografia a Yves Angelo
  - Candidatura per il Miglior sonoro a Pierre Lenoir e Jean-Paul Loublier
- 1993 - David di Donatello
  - Miglior film straniero (Francia)
  - Miglior attore straniero a Daniel Auteuil
  - Miglior attrice straniera a Emmanuelle Béart
- 1993 - Nastri d'argento
  - Candidato al Nastro d'argento europeo a Claude Sautet
- 1993 - European Film Awards
  - Miglior attore a Daniel Auteuil
- 1994 - Premio BAFTA
  - Candidato Miglior film non in lingua inglese (Francia)